# Alfredo Sabbatini
Alfredo Sabbatini (Milano, 28 gennaio 1954 – Rio de Janeiro, 10 settembre 2019) è stato un fotografo di moda italiano specializzato nel glamour. Dapprima reporter poi anche ritrattista, sperimentò diversi generi di espressione artistica.

## Biografia

### Primi anni
Nacque a Milano da Ezio Leone Zocchi ed Eva Sabbatini, creatrice di moda degli anni '60 e '70. Passò la sua infanzia in un atelier di alta moda. Frequentò elementari e medie nella Scuola Linguistica Europa di Milano.
Grazie al secondo compagno della madre, Giorgio Mistretta, giornalista, inviato speciale per il Corriere della Sera e fotografo, iniziò un apprendistato nell'ambito della comunicazione diventando reporter. Negli anni giovanili fece da assistente in diversi studi di professionisti tra i quali Silvano Maggi, Franco Sheichenbauer, Michel Roi, Monty Shadow. Nel 1971 compì il suo primo coast to coast sulle orme di Kerouac. A quel primo viaggio seguirono diversi altri: negli Stati Uniti conobbe la sua prima moglie da cui avrà due figli. Fotografia sportiva (baseball e football americano), circo e concerti (prevalentemente jazz) saranno i suoi primi soggetti.

### Anni 70 e 80
Negli anni '70 fotografò il boom dei jeans. Nel 1976 vendette la sua prima copertina al settimanale Oggi, un ritratto inedito di Grace Kelly con tutta la famiglia reale. Nello stesso anno iniziò a fotografare per Playboy: questa esperienza lo stimolerà a iniziare una ricerca sul corpo e le sue forme portandolo a diventare uno dei più quotati e innovativi fotografi di lingerie, underwear, costumi da bagno e abbigliamento sportivo di tutti gli anni '80 e '90.
In quel periodo realizzò varie campagne: Diesel, Freddy la Danza, L.A. Gear, Roberta, Wella, L'Oreal, Arena - tra gli altri – e fotografò personaggi dello sport come George Weah (copertina di Max 1996) e l'intera nazionale di basket italiana.

### Anni 90 e 2000
Nel 1993 avvenne l'incontro con Gheorghe Iancu. Grazie a lui Sabbatini frequentò tutti i teatri d'Europa e del mondo. Conobbe e fotografò étoile come Luciana Savignano, Carla Fracci, Monique Ludiere, Alessandro Molin, Paul Chalmer, Letizia Giuliani e Roberto Bolle, e registi come Amedeo Amodio, Giorgio Strehler e Pierluigi Pizzi. Entrò in collaborazione col Teatro alla Scala di Milano e con la Scuola di Danza della Scala, diretta da AnnaMaria Prina.
Nel 1994 per Intimo Roberta rivoluzionò la campagna pubblicitaria mostrando il volto della modella di intimo, per la prima volta dalla nascita del marchio
Nel nuovo millennio proseguì i suoi lavori con oggetto il mondo della danza, fotografò il lusso e il glamour, lavorò anche come art director e curatore di mostre ed esposizioni. Da ultimo, parallelamente alla sua attività di fotografo di moda e ritrattista, si dedicò all'insegnamento della fotografia in originali workshop.
Nel 2004 collaborò con il Teatro alla Scala di Milano per organizzare il Gala des Ètoiles dove presenziò come fotografo ufficiale di Gheorghe Iancu nel Salomè.
Nello stesso anno divenne Direttore Artistico di Candle Studio del compositore Fabrizio Campanelli.
Con Nikon Corporation Italia collaborò all'organizzazione delle edizioni 2011, 2012, 2013 del Photoshow.

## Mostre
- 1993. ‘Simply Nude’. Festival Internazionale della Fotografia. Mondolfo
- 1995. ‘A Tribute to Gheorghe Iancu’. Museo della Scienza e della Tecnica. Milano
- 1996. ‘The Light Body Paint’. Palazzo Grassi. Venezia
- 1996. ‘Gheorghe Iancu, The Body. 12 tavole'. Container Sabbatini. Milano
- 1997. ‘Toni Chiari’. Corte degli Aranci. Bologna
- 1998. ‘Anima e Corpo /1'. Container Sabbatini. Milano
- 1998. ‘Donna Terra’. Container Sabbatini. Milano[5]
- 1998. ‘Anima e Corpo /2'. Fiera Internazionale di Bologna.
- 1999. ‘The Light Body Paint’. Arte Margutta. Roma
- 2001. ‘Vintage Delirium’. Container Sabbatini. Milano
- 2002. ‘POPSCUTS’. MaisonSabbatini . Milano
- 2003. ‘ExtraPop’. Castello di Belgioioso. Pavia
- 2004. ‘Thea Tao, Immagini dal Sogno’. Teatro Degli Arcimboldi. Milano
- 2004. ‘PETROLIO’. Via della Spiga. Milano
- 2004. ‘Buttons’. Padigione Reale della Stazione Centrale. Milano
- 2005. ‘Atto i, Contaminazione tra Arte e Moda’. MaisonSabbatini. Milano
- 2007. ‘Tribute to Gianni Versace’. MaisonSabbatini. Milano
- 2009. ‘Solo Per Creature Straordinarie’. MaisonSabbatini. Milano
- 2009. ‘Scatti Per Bene’. Asta. Sotheby's. Milano
- 2010. ‘Tribute to Italian Style’. Luxury&Yachts. Verona
- 2010. ‘Scatti Per Bene’. Asta. Sotheby's. Milano
- 2010. ‘Chapeau’. Luxury&Yachts. Vicenza
- 2011. ‘Il Divino Alimento’. SpazioPiù. San Donà di Piave (VE)
- 2011. ‘ExtraPop’. Luxury&Yachts. Verona
- 2012. ‘Il Bottone. Arte e Moda'. Musei Mazzucchelli. Pavia